# Запорожская дирекция железнодорожных перевозок

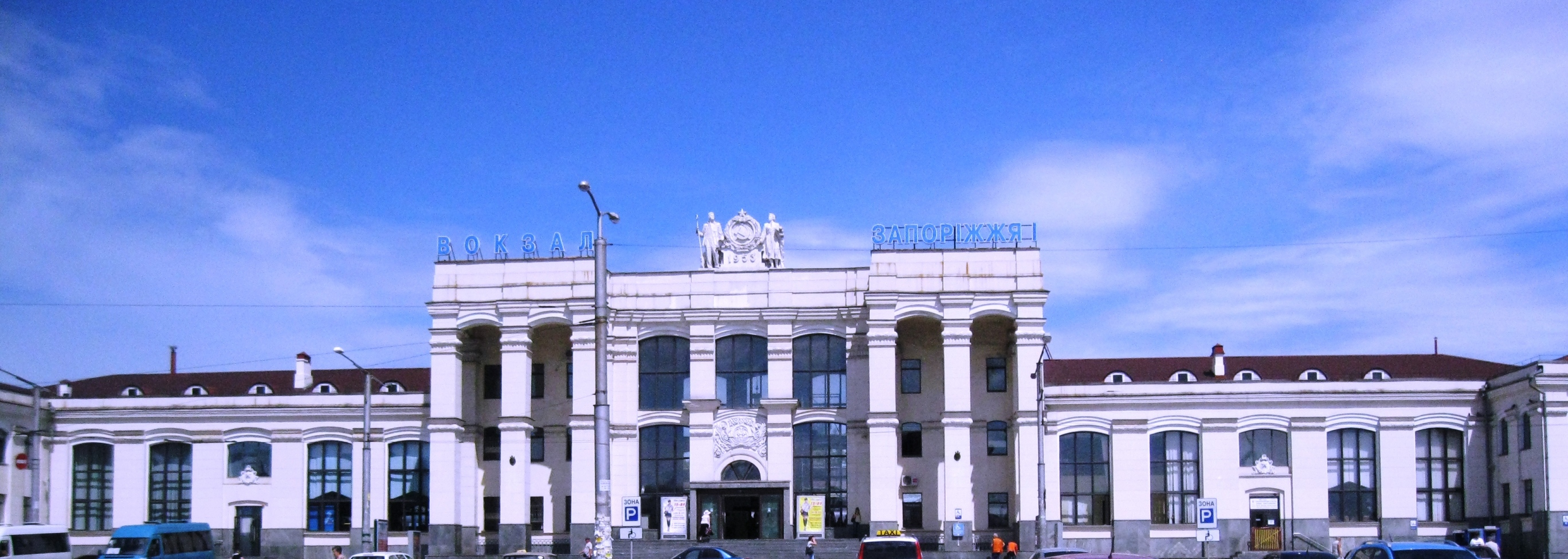
Железнодорожный вокзал Запорожье-1

Запорожская дирекция Приднепровской железной дороги (укр. Запорізька дирекція Придніпровської залізниці) — расположенная в юго-восточной части Украины структурная часть железнодорожной компании «Украинские железные дороги»; находится на пересечении двух железнодорожных направлений, одно из которых связывает центральные районы страны с Крымом, второе — Криворожский железорудный бассейн с Донецким угольным. Имеет выход к Азовскому морю.
Дирекция обслуживает бо́льшую часть Запорожской области, а также часть Днепропетровской и Херсонской областей.

## Характеристика
Границей дирекции являются шесть стыковых пунктов:
- четыре внутренних, граничащих с:
  - Днепровской дирекцией по ст. Синельниково и ст. Чаплино,
  - Криворожской дирекцией по ст. Канцеровка и
- три внешних, граничащих с:
  - Лиманским филиалом Донецкой железной дороги по ст. Камыш Заря

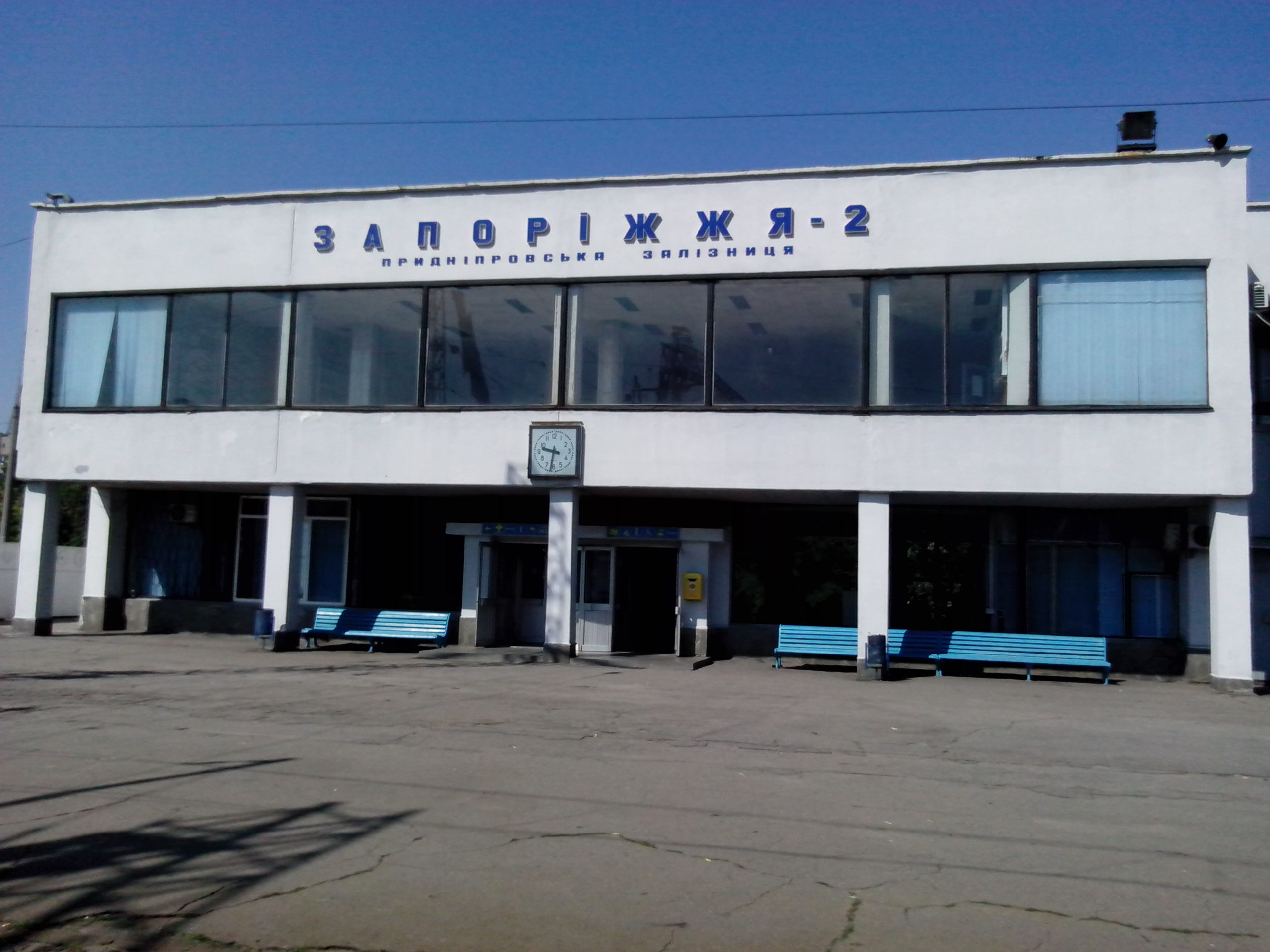
Железнодорожный вокзал «Запорожье-2»

- - Одесской железной дороги по ст. Нововеселая.
  - Железной дорогой Крыма по станции Сиваш.

По объёму работы который выполняет Запорожская дирекция она является внеклассной, по характеру работы — транзитно-местной.
Используется стандартная колея 1520 мм.
Центром дирекции является Запорожье (Запорожский узел), с восемью железнодорожными станциями. Непосредственно на территории Запорожья размещаются два вокзала: «Запорожье-1» и «Запорожье-2».
В состав Запорожской дирекции железнодорожных перевозок входят шестьдесят семь станций и разъездов. На территории дирекции расположены пять дистанций пути, дистанция электроснабжения, три дистанции сигнализации и связи, два локомотивных депо, моторвагонное депо, пассажирское депо, три грузовых вагонных депо.

## Железнодорожная сеть
В железнодорожную сеть входят:
1. Магистральная линия Синельниково — Вольнянск — Запорожье — Таврическ — Фёдоровка — Мелитополь — Новоалексеевка;
2. Магистральная линия Кривой Рог — Апостолово — Никополь — Канцеровка — Запорожье — Пологи — Камыш-Заря — Волноваха (направление Кривой Рог — Донбасс);
3. Региональная линия Фёдоровка — Нововесёлая — Каховка — Снигирёвка — Николаев;
4. Региональная линия Фёдоровка — Верхний Токмак ІІ — Камыш-Заря;
5. Региональная линия Чаплино — Пологи — Верхний Токмак Первый — Бердянск;
6. Линия Таврическ — Каховское море — Энергодар;
7. Линия Каховское море — Украинская;
8. Тупик Канцеровка — Днепрострой-1

## Подвижной состав и депо
- ЧМЭ3, ЧМЭ3Т — локомотивные депо Мелитополь и Пологи.[2]
- Пассажирские электровозы: ЧС7, ЧС2 — локомотивное депо Мелитополь[3];
- Пригородные электропоезда ЭР1, ЭР2 — моторвагонное депо Запорожье-2 РПЧ-3 (с 2008 года)[4];
- Грузовые электровозы ВЛ8, ВЛ8М, ВЛ11М — локомотивное депо Мелитополь[3];
- Грузо-пассажирские тепловозы 2ТЭ116 — локомотивные депо Пологи и Мелитополь;
- Маневровые тепловозы ЧМЭ3, ЧМЭ3Т — локомотивные депо Мелитополь и Пологи.[2]

Часть транспортной инфраструктуры находится в собственности промышленных предприятий. Наиболее значительные:
- - «Запорожсталь» имеет на своем балансе 79 тепловозов, 1255 вагонов, 53 единицы подъемно-транспортных средств, 230 км железнодорожных путей, 832 комплекта стрелочных переводов и другую технику. Для управления сформированы следующие службы:
    - Цех эксплуатации (ЦЭ). В состав цеха входят шесть железнодорожных районов (станции Восточная, Южная, Подборочная, Шихта, Шлаковая, Ковшевая, Гранбассейн — всего четырнадцать), грузовая служба, служба эксплуатации вагонов, участок погрузки-выгрузки. На железнодорожных районах контролирует и организует обслуживание производственных цехов перевозками начальник железнодорожного района, в подчинении которого находятся все линейные работники, участвующие в перевозке (маневровые диспетчера и дежурные по станции, локомотиво-составительские бригады, осмотрщики вагонов, регулировщики скорости движения вагонов, приемосдатчики груза и багажа).
    - Цех ремонта подвижного состава (ЦРПС). В состав цеха входят локомотивное депо, вагонное депо, участок ремонта подъёмнотранспортных машин (краны на ж.д. ходу и бульдозера).
    - Цех текущего содержания и ремонта пути (ЦТСиРП). В состав цеха входят семь участков по текущему содержанию пути, четыре бригады капитального ремонта пути, механические мастерские и участок по ремонту пневматического обдува стрелочных переводов.
    - Служба централизации и блокировки (СЦБ). В функции службы входит техническое обслуживание и ремонт устройств централизации и блокировки, диспетчерского контроля[5].
- «ЗАлК» — ТГМ4, ТЭМ2У, М62
- ДСС — ТГМ6А, ТГМ4
- «Запорожкокс» — ТЭМ2У
- «Мотор-Сич» — ТГМ4А
- «ЗАЗ» — ЖДЦ (Цех железнодорожного транспорта): четыре маневровых тепловоза (типа ТГМ4Б), ж/д техника (в том числе два крана) и вагоны
- ЗТЗ — ТГМ4
- ЗаТЭС — ЧМЭ3, ТЭМ2

## Пассажирские перевозки

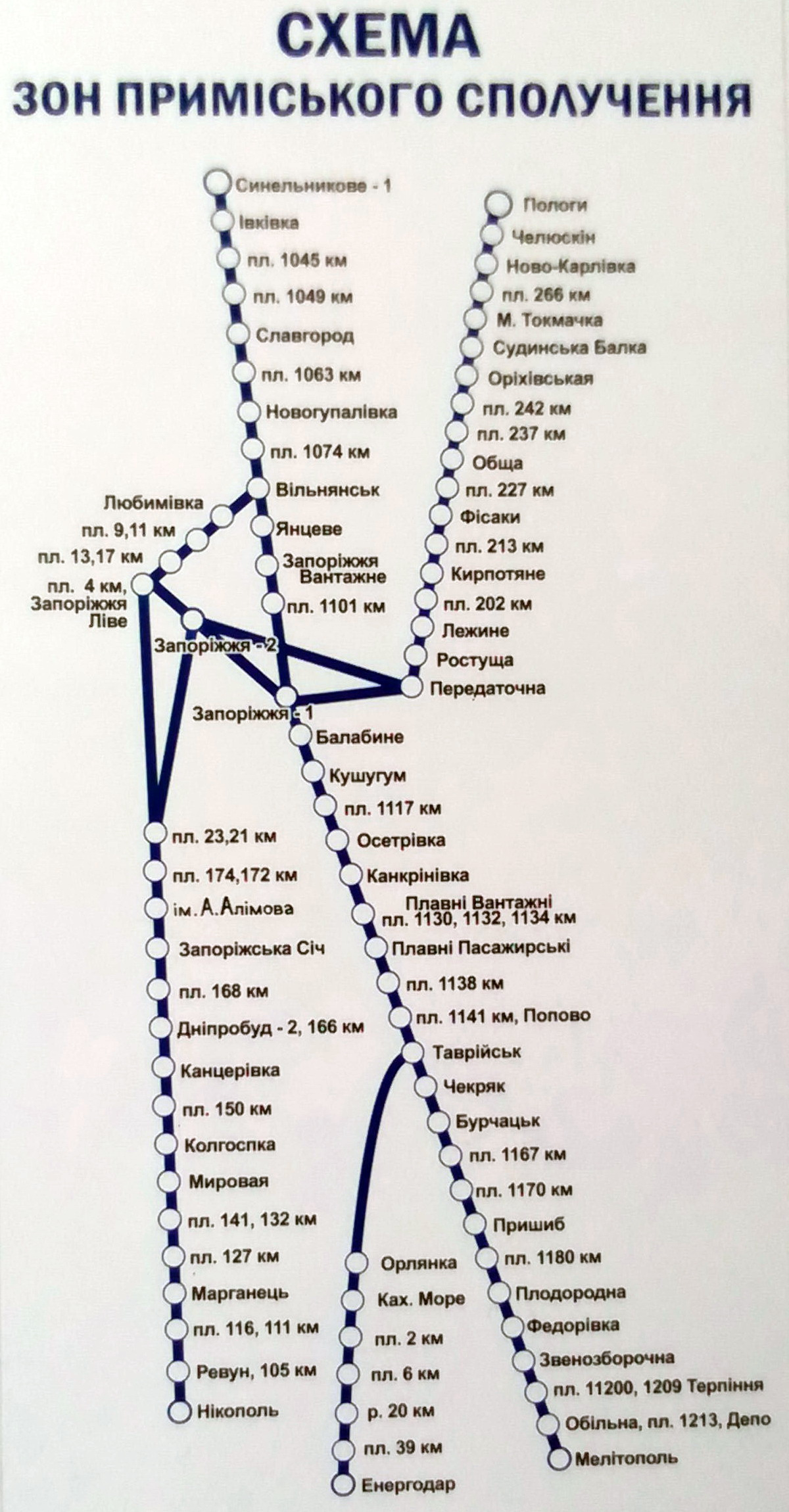
Пригородное сообщение станций Запорожской дирекции Приднепровской железной дороги

Для выполнения больших объёмов пассажирских и пригородных перевозок имеется сорок шесть станций, выполняющих пассажирские операции по продаже билетов, в том числе отдельные здания вокзалов и билетных бюро на станциях.
Оплата проезда
- Пассажирские поезда: билетные кассы вокзалов, с 2009 года развёрнут пилотный проект по продаже билетов через интернет — E-kvytok.
- Пригородные: на основных станциях и у разъездных кассиров в поездах.

### Пассажирские поезда дальнего следования, в том числе местного формирования, отправляющиеся со ст. Запорожье-1
| № поезда                     | Маршрут следования             | Примечания                                                                |
| ---------------------------- | ------------------------------ | ------------------------------------------------------------------------- |
| 4/3 «Ночной экспресс»        | Запорожье — Ужгород            | Через день                                                                |
| 38/37 «Ночной экспресс»      | Запорожье — Киев               | Ежедневно                                                                 |
| 72/71 «Запорожье»            | Запорожье — Киев               | Ежедневно                                                                 |
| 100/99                       | Запорожье — Минск              | Через день, в летний период ежедневно курсирует до станции Новоалексеевка |
| 120/119                      | Запорожье — Кривой Рог — Львов | Ежедневно                                                                 |
| 317/318 «Таврия»             | Запорожье — Одесса             | Через день                                                                |
| 608/607                      | Запорожье — Бердянск           | Отменён                                                                   |
| 732/731 «Інтерсіті+»         | Запорожье — Киев               | Ежедневно                                                                 |
| 736/735 «Інтерсіті+»         | Запорожье — Киев               | Отменён                                                                   |
| 738/737 «Інтерсіті»          | Запорожье — Киев               | Ежедневно                                                                 |
| 798/797 «Региональный поезд» | Запорожье — Харьков            | В летний период маршрут поезда продлевается до станции Новоалексеевка     |
| 822/821 «Региональный поезд» | Запорожье — Харьков            | Ежедневно                                                                 |

## Фотогалерея станций дирекции

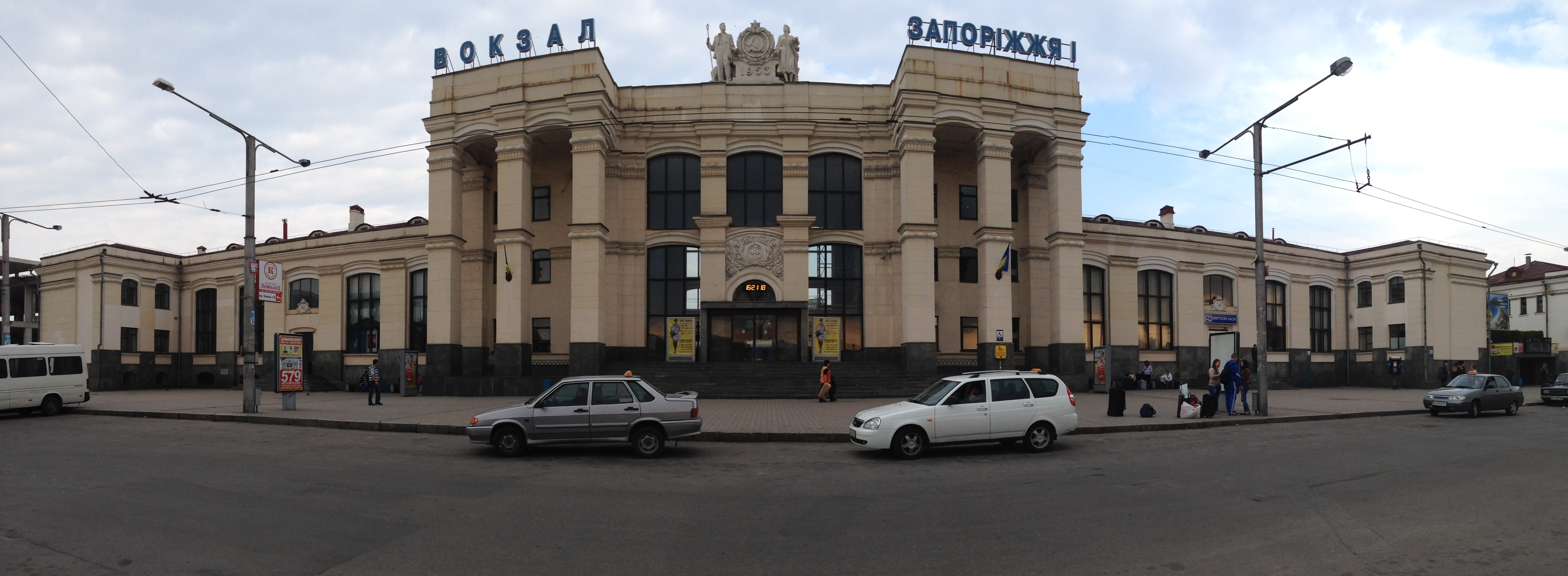
Запорожье-1
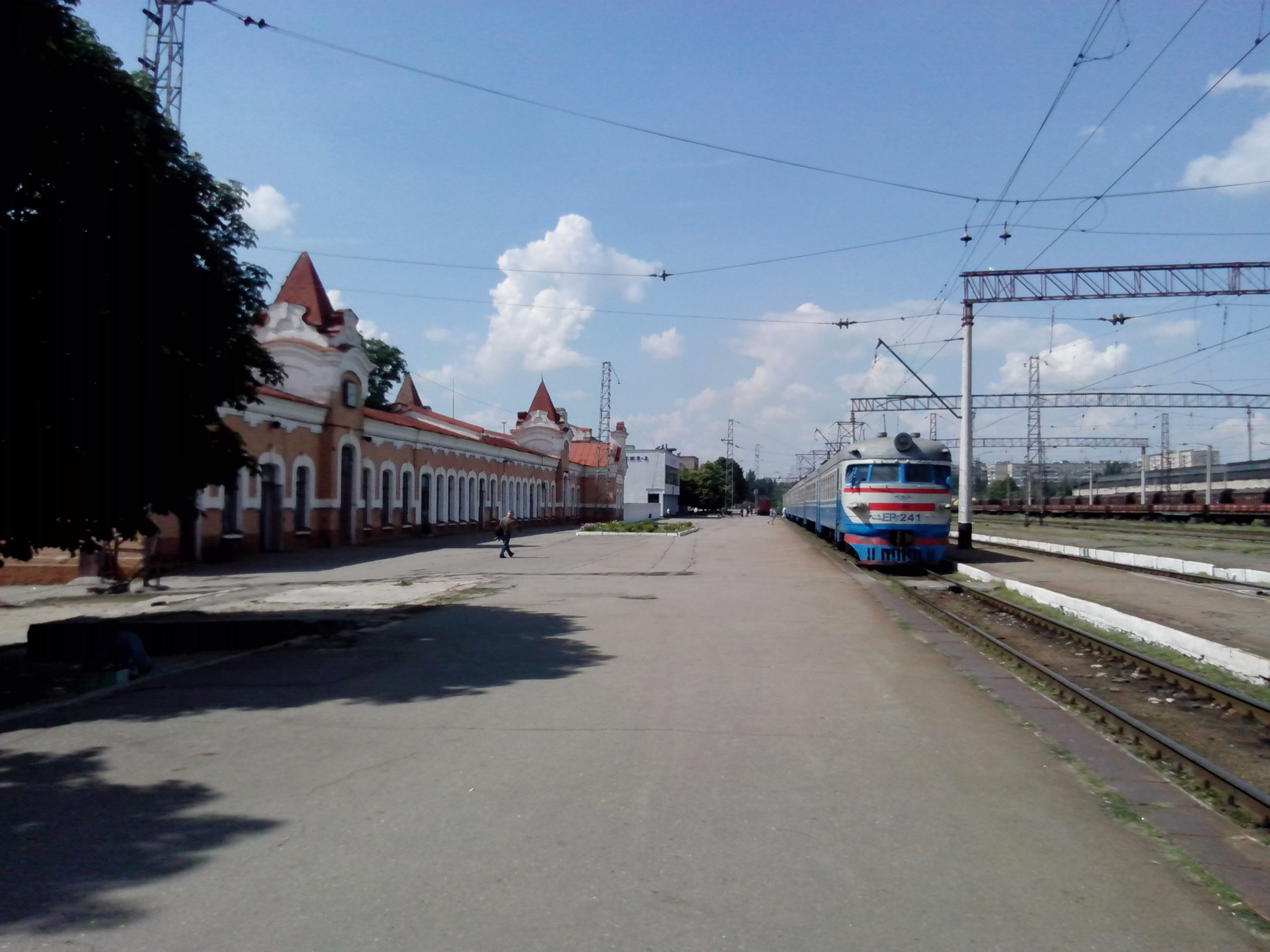
Запорожье-2
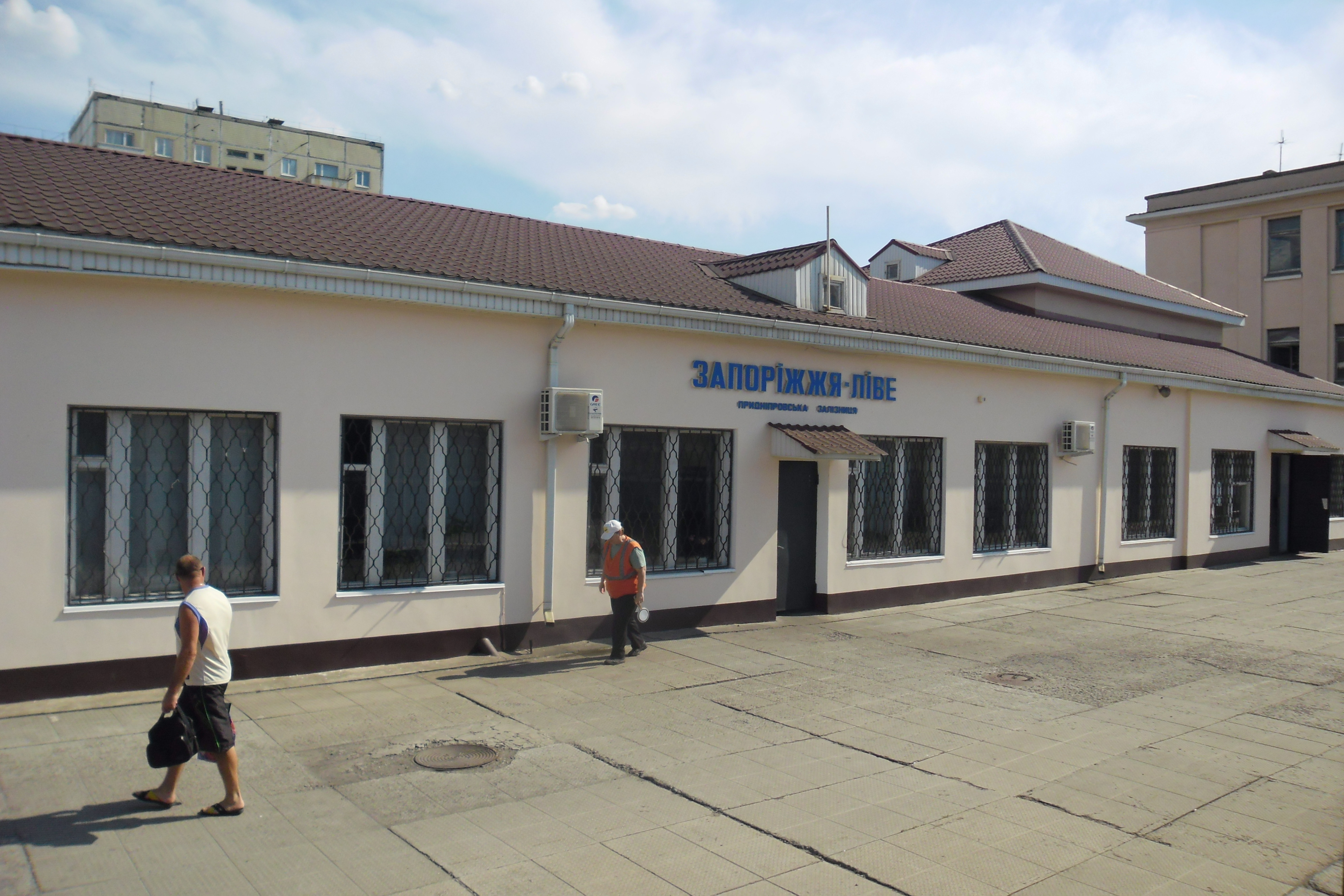
Запорожье-Левое
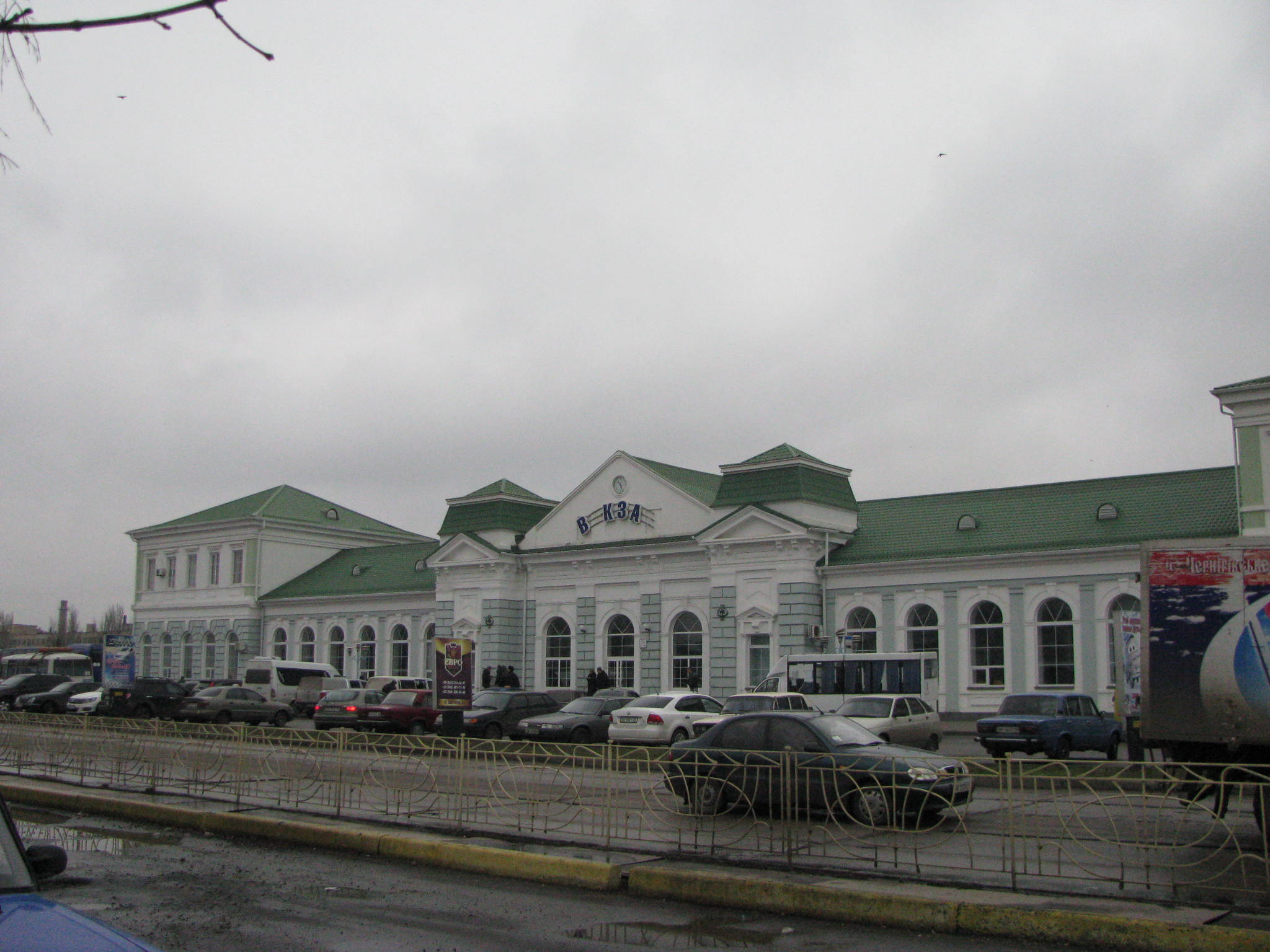
Бердянск
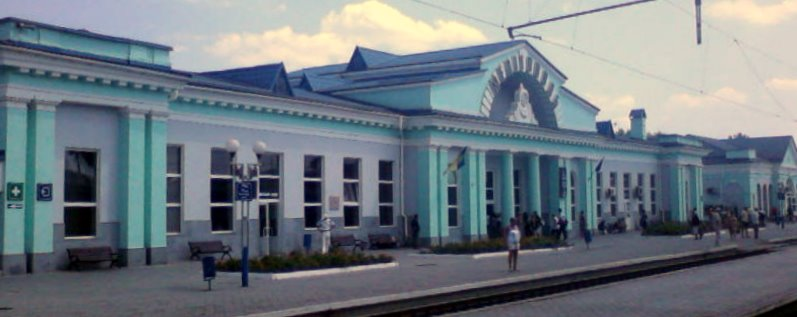
Мелитополь
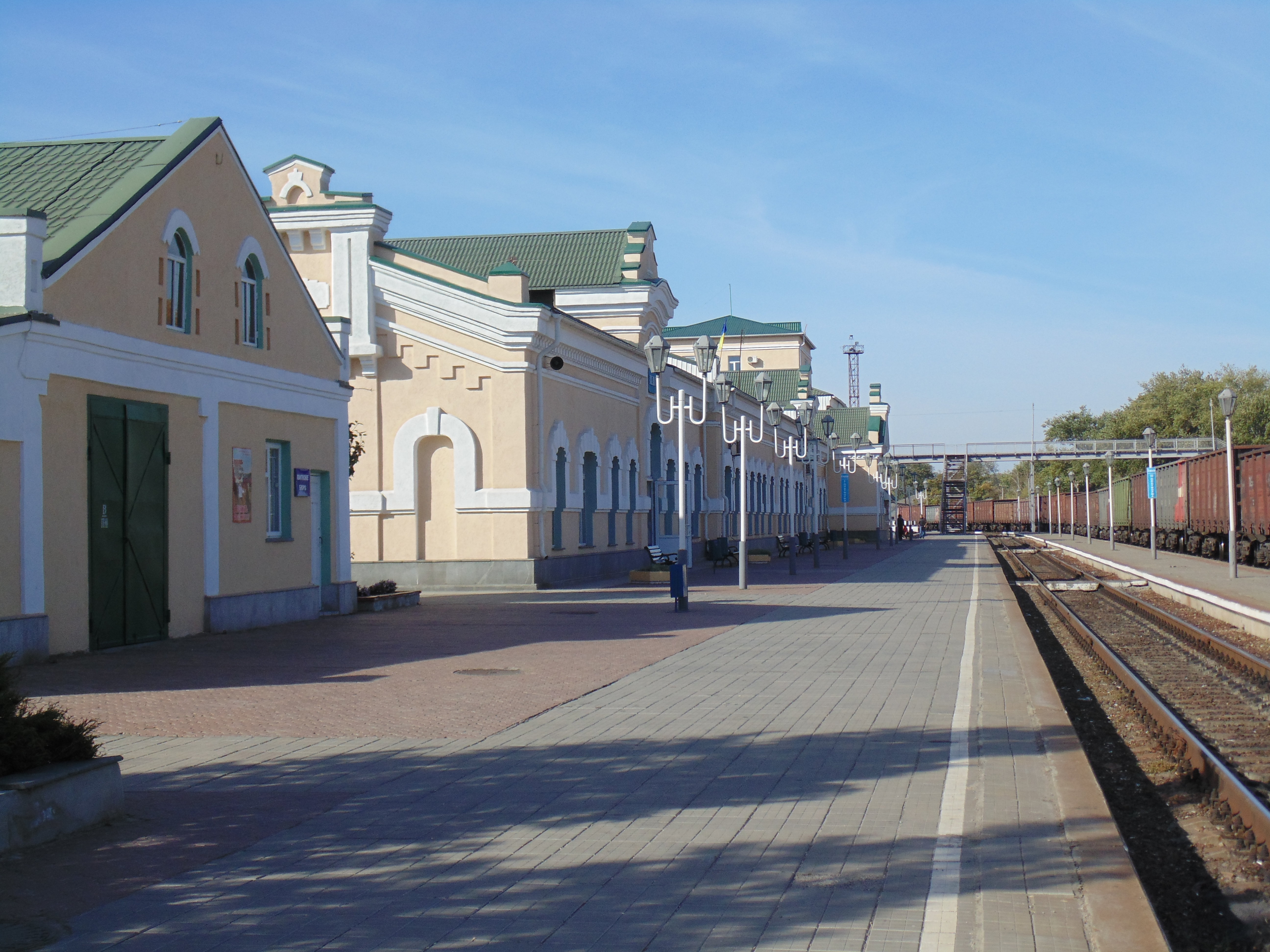
Пологи
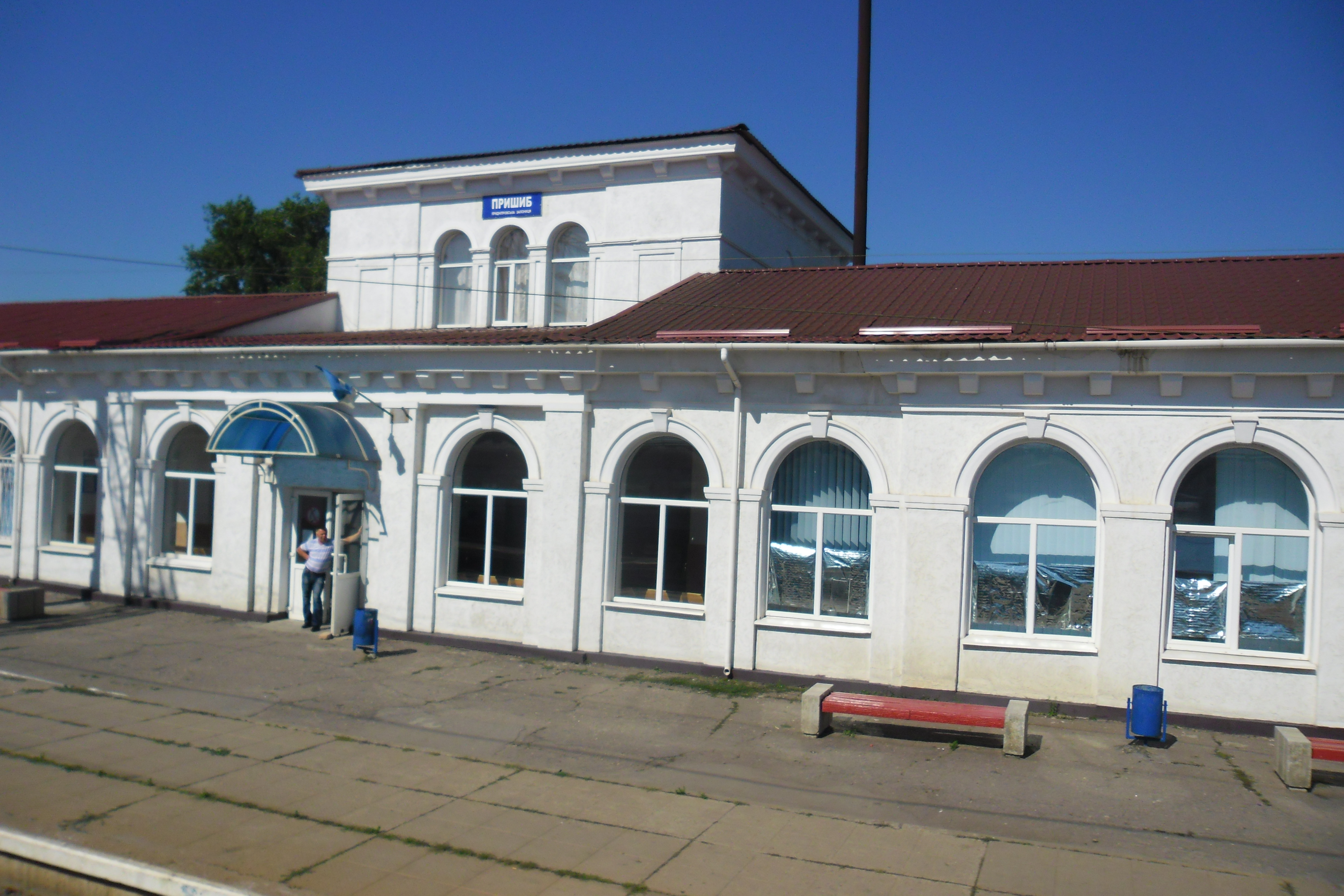
Пришиб
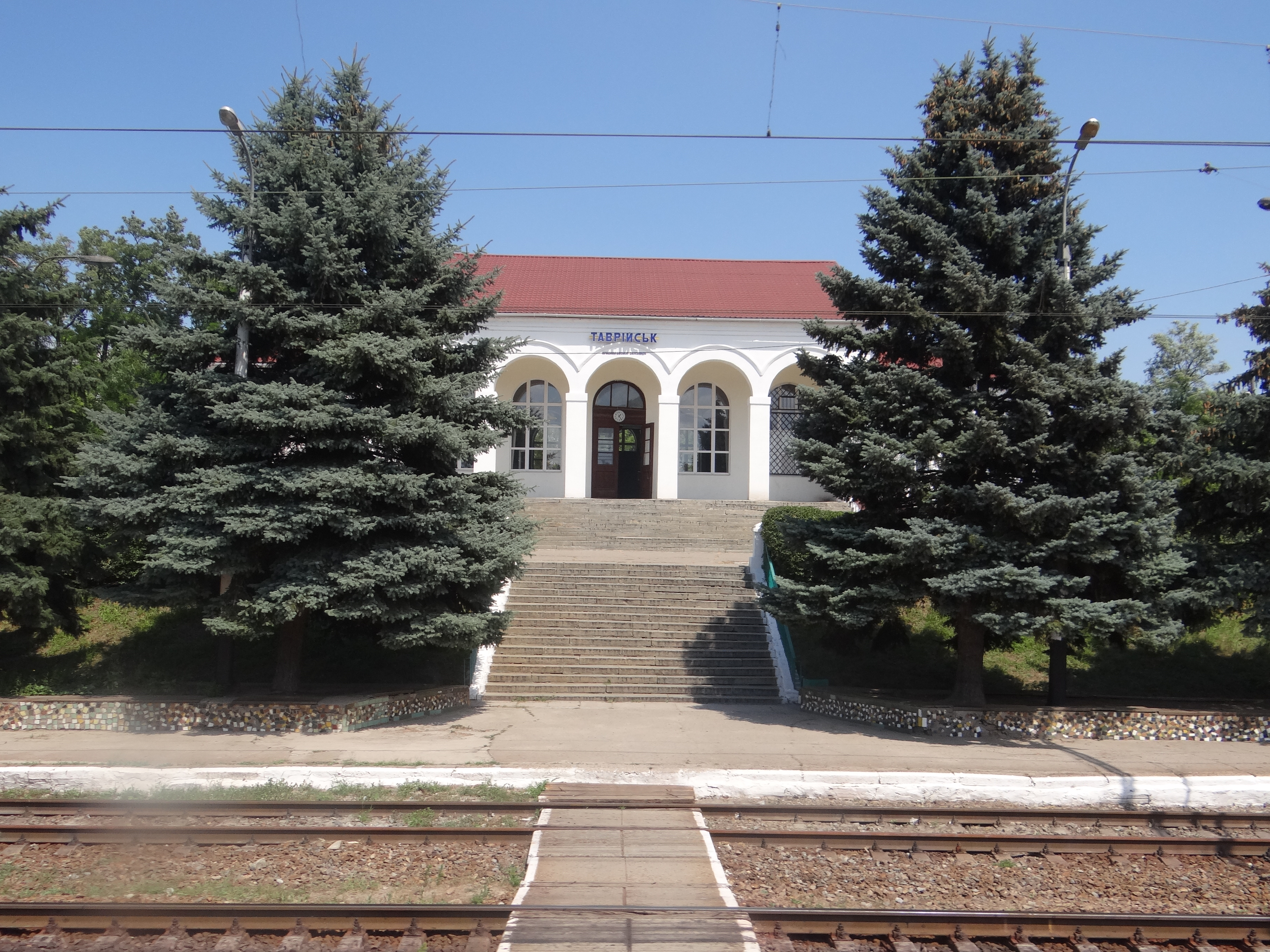
Таврическ
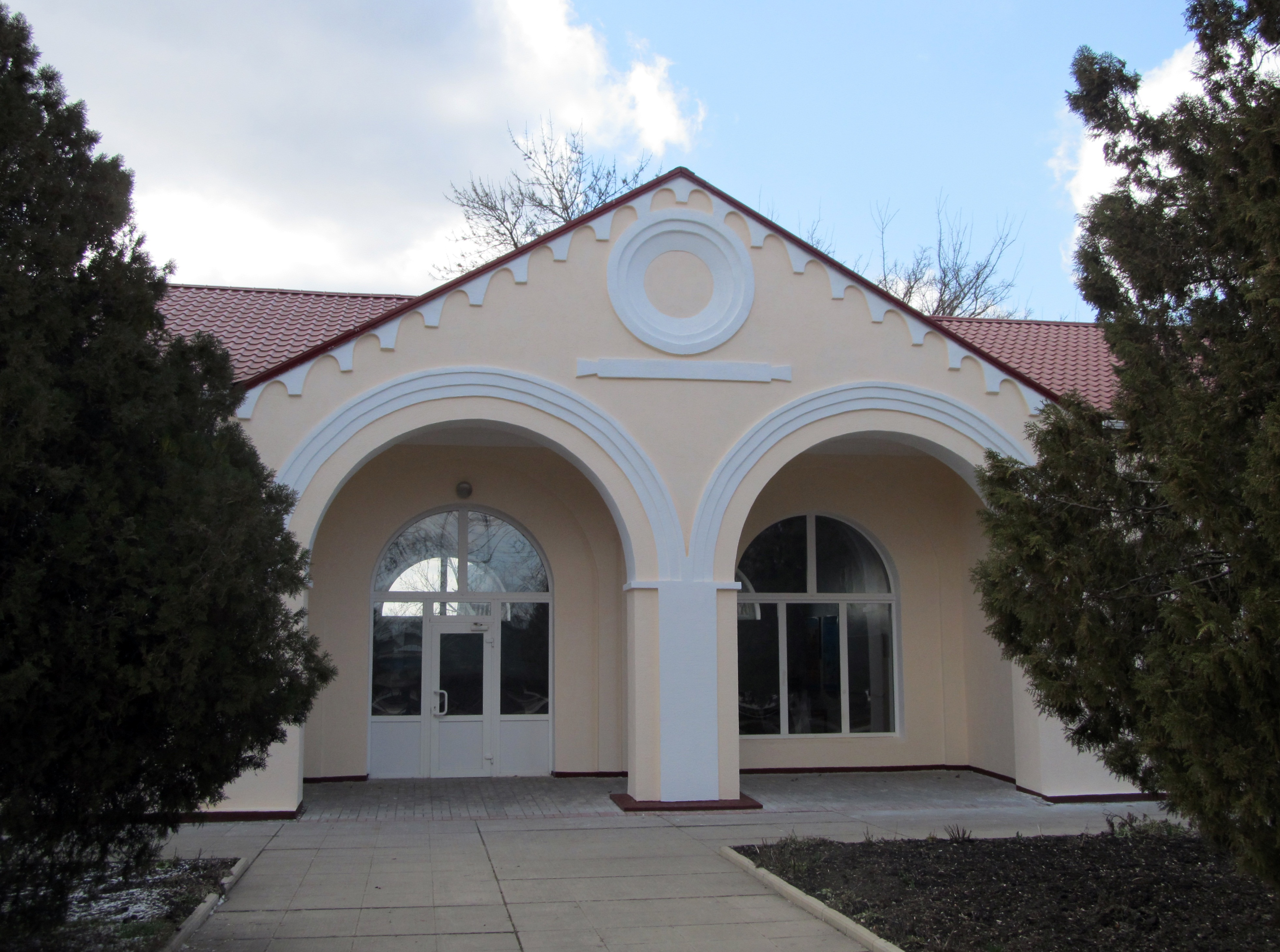
Федоровка

Поезда на пригородных линиях
1. Запорожье-1 — Мелитополь — Новоалексеевка — Сиваш
2. Запорожье-1 — Харьков (региональный поезд)
3. Запорожье-1 — Энергодар
4. Запорожье-2 — Никополь — Кривой Рог
5. Запорожье-1 — Синельниково — Днепр
6. Запорожье-1 — Днепр-Лоцманская — Сухачёвка
7. Запорожье-2 — Вольнянск — Синельниково-1
8. Запорожье-2 — Пологи
9. Запорожье-2 — Новоалексеевка — Геническ
10. Днепр — Геническ
11. Кривой Рог — Запорожье-1 — Геническ
12. Мелитополь — Верхний Токмак II
13. Мелитополь — Фёдоровка — Нововесёлая
14. Каховское Море — Днепрорудная — Украинская
15. Пологи — Камыш-Заря
16. Пологи — Магедово
17. Пологи — Чаплино
18. Камыш-Заря — Волноваха
19. Рельсовый автобус «Запорожье-1 — Бердянск»[6][7]

Актуальное расписание движения поездов по станциям и стоимость проезда доступны на интернет-сервисе железнодорожного оператора.

## Грузовые перевозки
Грузовые перевозки дирекции обслуживают:
- два порта: речной — ГП «Запорожский речной порт» (укр. ст. Порт Велике Запоріжжя, через станцию Запорожье-1) и Бердянский морской (ст. Бердянск)
- большое количество предприятий чёрной и цветной металлургии Украины:
  - комбинаты: «Запорожсталь», Запорожский железорудный комбинат, Запорожский производственный алюминиевый комбинат, Запорожский титано-магниевый комбинат, Днепровский железорудный комбинат;
  - заводы: «Днепроспецсталь», Запорожский ферросплавный завод, Запорожский коксохимический завод, Запорожский завод цветных металлов;
- предприятия машиностроения, металлообработки, химической промышленности: «ЗАЗ», «Мотор Сич», Запорожский завод тяжёлого краностроения, Запорожский абразивный комбинат, «Запорожтрансформатор», Запорожский кабельный завод, «Кремнийполимер»;
- предприятия строительных материалов, лёгкой и пищевой промышленности;
- Запорожскую атомную электростанцию.

Основная сортировочная и самая большая станция Запорожского края — ст. Запорожье Левое, имеет четыре парка: А — приём-отправление;
Б — сортировка-отправление;
В — прибытие;
Л — отправление.
Также имеются большие грузовые станции, такие как:
Запорожье-Грузовое, Запорожье-1 (грузовой парк), Запорожье-2, Днепрострой-2, Вольнянск, Передаточная, Растущая, Пологи, Берда, Бердянск (Бердянск-Порт), Большой Токмак, Мелитополь, Фёдоровка, Днепрорудная, Камыш-Заря и другие.